# Veep

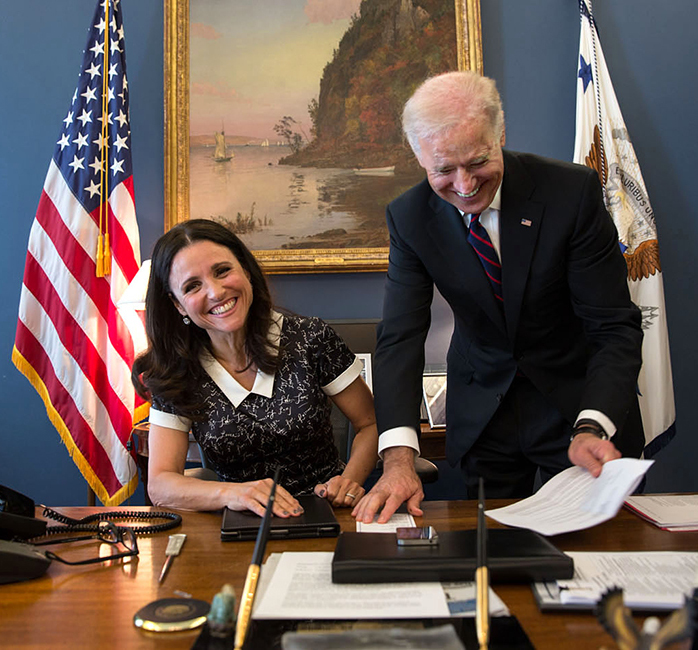
Imagen del programa de Joe Biden

Veep fue una comedia televisiva estadounidense transmitida por la cadena HBO y protagonizada por Julia Louis-Dreyfus en el papel de la vicepresidenta de Estados Unidos ("Veep"), Selina Meyer. La serie fue creada por Armando Iannucci, quien se inspiró en sus sátiras políticas previas The Thick of It e In the Loop.
La primera temporada de 8 episodios comenzó a emitirse el 22 de abril de 2012, y fue bien recibida por la crítica y los espectadores.

## Reparto

### Reparto principal
- Julia Louis-Dreyfus como la vicepresidenta Selina Meyer. Exsenadora y candidata presidencial, Selina no se siente cómoda en su puesto de segunda al mando. Su relación con el presidente es tensa, y muchas veces el papel de Selina queda relegado en las decisiones políticas. Es divorciada y tiene una hija.
- Anna Chlumsky como Amy Brookheimer, la jefa de gabinete de la vicepresidenta. Amy sacrifica constantemente su reputación para salvaguardar la credibilidad política de Selina.
- Gary Cole como Kent Davison, el principal estratega político del Presidente.
- Kevin Dunn como Ben Cafferty, jefe de gabinete del Presidente.
- Tony Hale como Gary Walsh, el leal ayudante personal de la vicepresidenta. Gary se encarga de darle detalles sobre las personas con las que se encuentra y resolver hasta los mínimos problemas cotidianos.
- Matt Walsh como Mike McLintock, director de comunicaciones de la vicepresidencia, quien no se muestra muy comprometido con su trabajo.
- Reid Scott como Dan Egan, subdirector de comunicación y la más reciente adquisición de la oficina. Ambicioso y orgulloso, se esfuerza por acrecentar su red de contactos para avanzar en su carrera profesional.
- Sufe Bradshaw como Sue Wilson, secretaria y recepcionista de la vicepresidencia.
- Timothy Simons como Jonah Ryan, el contacto entre la oficina del presidente y la vicepresidencia. Generalmente no es bienvenido entre el personal de Selina, quienes suelen burlarse de él.

### Reparto secundario
- Dan Bakkedahl como el congresista Roger Furlong.
- Nelson Franklin como el secretario de Furlong.
- Randall Park como Danny Chung, gobernador de Minnesota y principal adversario político de Selina.
- Peter Grosz como el lobbysta Sidney Purcell.
- David Pasquesi como Andrew Meyer, exesposo de Selina.
- Sarah Sutherland como Catherine Meyer, hija de Selina.

## Episodios
La primera temporada, que contó con 8 episodios, se emitió originalmente en Estados Unidos por la cadena HBO entre el 22 de abril y el 10 de junio de 2012. La segunda temporada, de 10 capítulos, se emitió por la misma cadena entre el 14 de abril y el 23 de junio de 2013. Una tercera temporada de 10 episodios fue emitida en el 2014, y una cuarta y una quinta durante 2015 y 2016 respectivamente, ambas de 10 episodios.
En 2017 se estrenó la sexta temporada. La grabación y estreno de la séptima y última temporada, programada para 2018, se vio alterada por los problemas de salud de Julia Louis-Dreyfus, quien debió someterse a un tratamiento contra el cáncer de mama. En agosto de 2018 se retomó el trabajo de producción.
La temporada final constó de siete episodios y fue estrenada el 31 de marzo de 2019, el último capítulo de la serie, de 45 minutos de duración, fue emitido el 12 de mayo de 2019.

## Premios y nominaciones
- En la 68.ª edición de los Premios Emmy (de 2016), la serie obtuvo por segundo año consecutivo el galardón a mejor serie cómica; Julia Louis-Dreyfus obtuvo por quinto año consecutivo el galardón a mejor actriz principal en serie de comedia.
- En la 67.ª edición de los Premios Emmy (2015), la serie consiguió el galardón a mejor serie cómica; Julia Louis-Dreyfus obtuvo por cuarto año consecutivo el premio a mejor actriz principal en serie cómica.
- En la 65.ª edición de los Premios Emmy (2013), la serie estuvo nominada como para mejor serie cómica. Anna Chlumsky recibió una nominación para mejor actriz de reparto de comedia, Tony Hale ganó como mejor actor de reparto de comedia y Julia Louis-Dreyfus como mejor actriz de comedia.[4]
- En la 64.ª edición de los Premios Emmy (2012), la serie estuvo nominada para mejor serie cómica y mejor reparto de comedia. Julia Louis-Dreyfus obtuvo en esa oportunidad el galardón como mejor actriz de comedia.[5]
- Julia Louis-Dreyfus fue nominada para un Globo de Oro en la 70.ª edición (2012) como "mejor actriz de serie de televisión - comedia o musical", perdiendo contra Lena Dunham.[6]